# Guillaume Farel

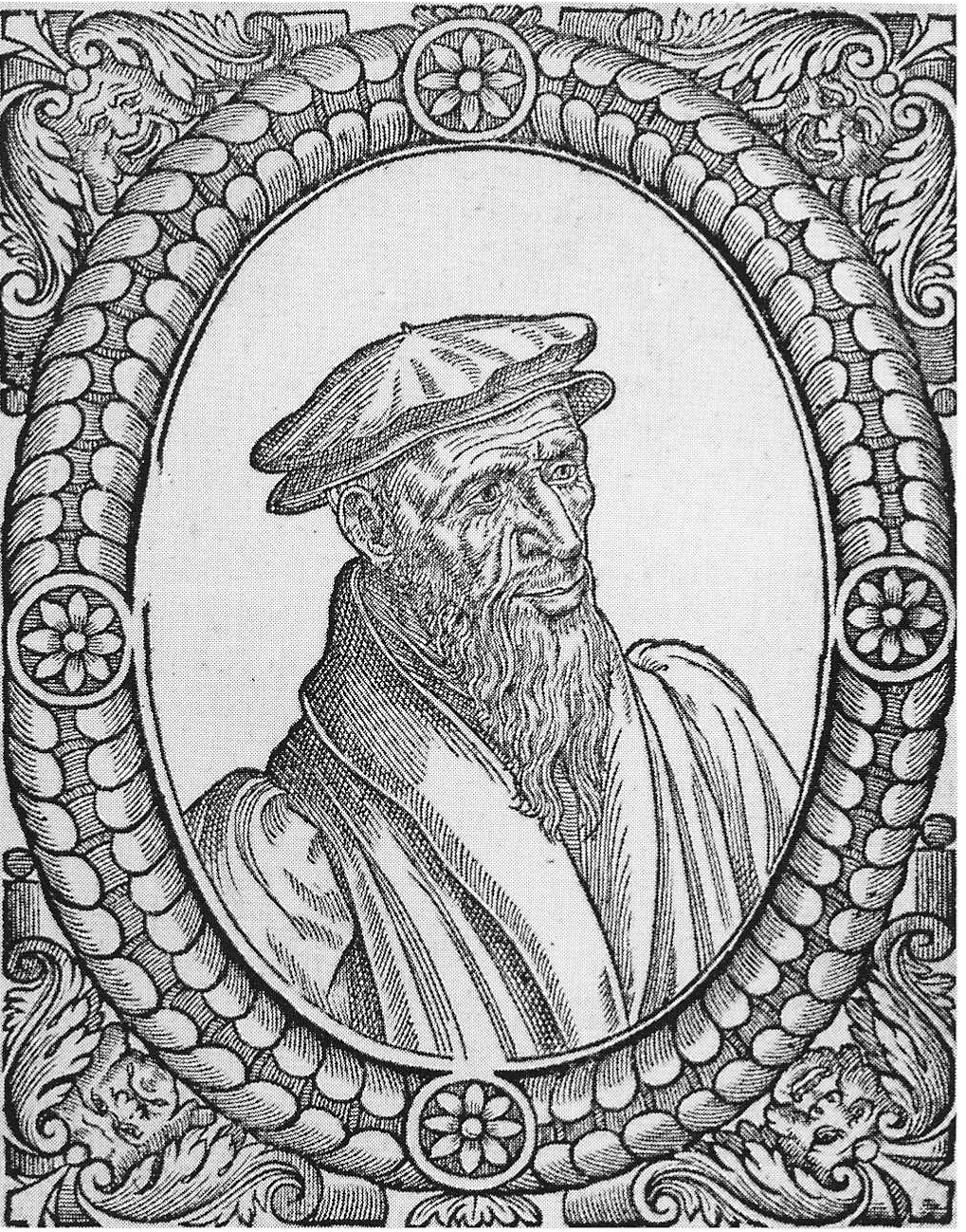
Guillaume Farel

Guillaume Farel (1489, Gap, França - 1565, Neuchâtel, Suïssa) fou un reformador i predicador francès, gran impulsor de la introducció de la Reforma Protestant a Suïssa.

## Biografia
Nasqué en el si d'una família aristocràtica francesa. Mentre estudiava a la Universitat de París es feu alumne de l'erudit humanista i reformador moderat catòlic Jacques Lefèvre d'Étaples. L'any 1520 ja havia adoptat les idees protestants, i el 1523 fou expulsat de França per difondre-les. Es traslladà a Basilea, tot i que els seus enèrgics atacs al Catolicisme el portaren molt aviat al desterrament. Continuà difonent les idees de la Reforma, sobretot entre els francoparlants suïssos i es feu famós pel seu valor i eloqüència.
El 1532 es traslladà a Ginebra, on la seva predicació i debats públics ajudaren al triomf del protestantisme, que l'ajuntament de la vila adoptaria de manera formal el 1535. El 1536 Guillaume Farel persuadí el teòleg i reformador francès Joan Calví perquè l'ajudés en la difusió de la Reforma i en la normalització de les pràctiques eclesiàstiques. Hi hagué resistència contra les seves severes mesures inicials i els dos reformadors hagueren d'abandonar Ginebra el 1538. Farel s'instal·là a Neuchâtel, però convencé els ginebrins perquè permetessin la tornada de Calví el 1541, i es convertí en un dels seus més estrets consellers.